# Heißes Pflaster Köln
Heißes Pflaster Köln ist ein deutscher Kriminalfilm aus dem Jahre 1967 von Ernst Hofbauer mit Richard Münch in der Hauptrolle eines aufrechten Staatsanwaltes im Kampf gegen das Verbrecherwesen sowie Walter Kohut, Klaus Löwitsch und Arthur Brauss als seine Gangster-Gegenspieler.

## Handlung
Im Köln der 1960er Jahre herrscht ein Unterweltkrieg. Zwei rivalisierende Banden – die „Kölner“ und die „Wiener“ – bekämpfen sich bis aufs Messer, seitdem der österreichische Lude und Bordellbesitzer Poldi ins Kölner Rotlichtmilieu einsteigen will. Das passt seinen alteingesessenen Gegenspielern überhaupt nicht in den Kram, denn die Bezirke sind bereits unter den einheimischen Zuhältern fest aufgeteilt. Als es in einem Kölner Hinterhof zu einer handfesten Schlägerei zwischen den Kölnern und den Wienern kommt, stirbt ein Mann. Er wurde zu Tode geprügelt. Die Polizei macht dafür einen stadtbekannten Ganoven verantwortlich und verhaftet ihn. Dessen Bruder Paul „Paule“ Keil wird deswegen fuchsteufelswild und beginnt daraufhin mit seinen Kumpanen den Kleinkrieg auf den ermittelnden Staatsanwalt Dr. Stauffer auszudehnen. Dieser wird am helllichten Tag auf offener Straße inmitten von Passanten von mehreren üblen Typen überfallen, sein Sohn Ernst entführt.
Während die Polizei fieberhaft ermittelt, geht der Bandenkrieg weiter. Es wird geschlagen und getreten, gepeitscht und geschossen. Zwischendurch zeigen aber auch immer wieder Szenen, dass, oberflächlich betrachtet, das Rotlichtgewerbe seinen alltäglichen Gang geht. Da gibt es beispielsweise den Kölner Biedermann Alfons Schulz, der zwar stets als tugendhafter Musterbürger auftritt, aber heimlich gern und oft die Dienste von Prostituierten in Anspruch nimmt. Doch der „Kölner Sumpf“ mit seiner „Amoral“ zeigt sich noch anders: da gibt es beispielsweise zwei Mädchen, die regelmäßig eine alte Frau um ihr Geld erpressen, in der Öffentlichkeit hemmungslos Alkohol trinken und Passanten anpöbeln. Auf der Jagd nach den Entführern von Ernst Stauffer kommt es in den Kölner Messehallen zum Showdown zwischen Polizei und Gangstern, beim Schusswechsel werden einige von ihnen getötet. Staatsanwalt Stauffers Sohn kann im letzten Moment aus den Klauen der Verbrecher befreit werden.

## Produktionsnotizen, Hintergründe und Wissenswertes
Heißes Pflaster Köln wurde im Frühjahr 1967 vor Ort in Köln gedreht. Die Uraufführung war am 31. August 1967. Die Produktionsleitung hatte Dieter Schönemann, die Filmbauten entwarf Karl Schneider, die Kostüme Nikola Hoeltz.
Inspiriert wurde der Stoff durch die Vorgänge (1965/66) rund um den realen Kölner Gangster Anton „Toni“ Dumm, im Volksmund zumeist „Dummse Tünn“ genannt. Dieser hatte nach dem Mord an einer Rentnerin durch zwei noch sehr junge Mädchen dem ermittelnden Staatsanwalt mit einem Attentat gedroht.
Für Produzent Karl Spiehs, der im Jahr zuvor (1966) für eine österreichische Firma den Kolportagestreifen In Frankfurt sind die Nächte heiß hergestellt hatte, war Heißes Pflaster Köln eine Variation dieses Themas rund um Prostitution, Großstadtkriminalität und Bandenverbrechen, nur dass er diesmal die Handlung vom Main an den Rhein verlegte. Spiehs verpflichtete auch für seinen neuen Film einige Frankfurt-Protagonisten – Richard Münch, Walter Kohut, Angelika Ott und Claus Ringer – und ließ die Schauspieler hier ähnlich angelegte Typen wie 1966 verkörpern.
Die von Dirk Dautzenberg im Film gesprochene Textzeile „Das werden wir mal im Kirchenvorstand besprechen“ war Anfang der 2010er Jahre ein Running Gag in Stefan Raabs Fernsehshow TV total.

## Kritiken
„Ein neuer Kriminalfilm erschreckt die Fremdenverkehrswerber und macht Polizeibeamte zornig. Seit zwei Jahren haben Kölns Schutzmänner wieder Zeit zum Gähnen: Die Schlägercliquen, die die Innenstadt terrorisierten, sind gezähmt; der einheimische Prügelknabe Nummer eins, Anton Dumm, sitzt hinter Gittern; und die Kriminalstatistik, einst nur Lektüre für starke Nerven, verursacht heute auch Klosterschülerinnen keine Gänsehaut mehr. Köln ist wieder, was es vor Beginn seiner Flegeljahre war: Hübsch. Ruhig. Ein wenig provinziell. Millionen bundesdeutscher Kinobesucher aber werden vom Wochenende an eines Besseren belehrt: Ab Freitag läuft in 30 Städten zwischen Isar und Elbe ein Grusical an, das ihnen weismacht, daß in Köln noch immer der Teufel los ist: Heißes Pflaster Köln.“

„„Heißes Pflaster Köln“ steht mit seiner Darstellung von Laster, Bosheit und Spießertum exemplarisch für einen bestimmten Bereich der Unterhaltungsfilme der sechziger Jahre. In der Dramaturgie eher simpel gebaut, unterhält der Film allerdings durch seine zeittypische Mischung aus „sex and crime“ sowie durch wilde Verfolgungsjagden, Schlägereien und seine spezielle Melange aus kölschem Milieu und Wiener Schmäh.“

„Billiger Kolportagefilm, der irreführend vorgibt „dokumentarisch und zeitkritisch das Porträt der Kölner Unterwelt nachzuzeichnen“, jedoch unter geringer Verwendung von Boulevardberichten vielfach erprobte Schablonen einschlägiger Gangster- und Zuhälterdramen abrollen läßt. Die schlampige Gestaltung trifft weder Milieu noch Typen und Zeitsituationen. –  Wir raten ab.“